# Joan Oliva i Moncusí
|  | Aquest article tracta sobre Joan Oliva i Moncusí. Vegeu-ne altres significats a «Joan Oliva (desambiguació)». |

Joan Oliva i Moncusí (Cabra del Camp, 15 de novembre de 1855 - Madrid, 4 de gener de 1879) fou un obrer anarquista que atemptà sense èxit contra el rei Alfons XII d'Espanya el 1878.
Va néixer el 15 de novembre de 1855 a Cabra del Camp, fill dels pagesos Francesc Oliva i Rosa Moncusí. Als 12 anys es matriculà a l'Institut Provincial de Tarragona i després feu estudis d'escultura i impremta. Abandonats els estudis, entrà a treballar d'aprenent de boter i començà a freqüentar l'associació d'obrers "La Cooperadora". Influït pels intents d'assassinat de Max Hödel i Karl Eduard Nobiling contra el kàiser Guillem I el maig i el juny de l'any 1878, decidí d'atemptar ell mateix contra el rei Alfons XII. Així, el 25 d'octubre de 1878, al carrer Major de Madrid disparà dos cops contra el monarca que desfilava a cavall, juntament amb el seu estat major. Cap de les dues bales va tocar Alfons XII, i Joan Oliva fou detingut en el mateix lloc. Jutjat a Madrid, el 12 de novembre de 1878 va ser condemnat a mort. Els polítics liberals de Tarragona van demanar l'indult, però finalment Joan Oliva va ser mort per garrot vil el 4 de gener de 1879 a Madrid.
Estava casat des de 1877 amb Francesca Cartañà, amb qui havia tingut la seva filla Rosa el mateix any. Alfons XII va atorgar una pensió a Rosa, en considerà que l'acció de Joan Oliva era pròpia d'un pertorbat.

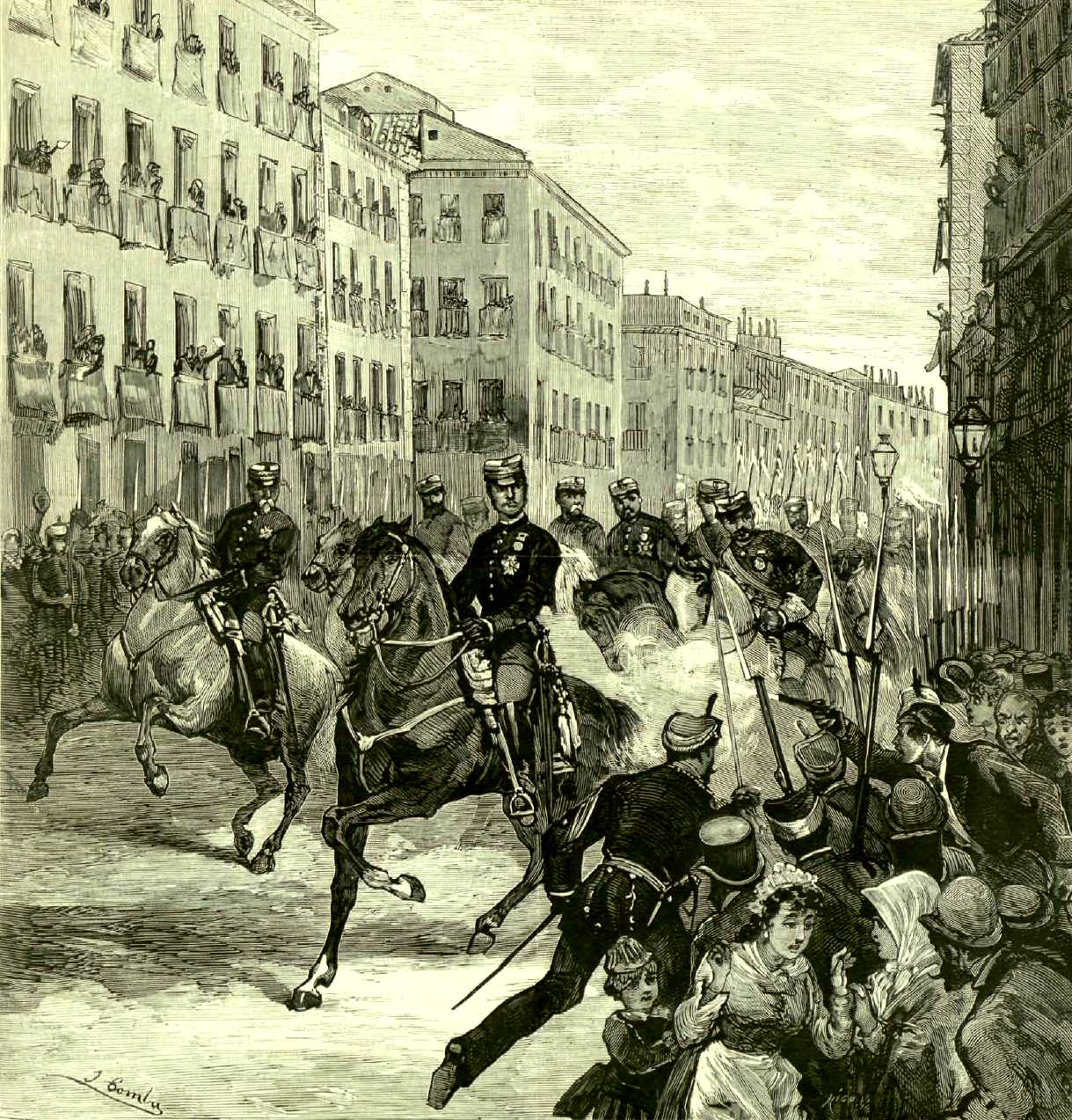
Dibuix de J.Somby de l'atemptat

## Ressò de l'atemptat
El periòdic anarquista suís L'Avant-Garde va lloar la valentia d'Oliva i el seu «gran servei a la revolució», publicant la nota següent d'un grup d'anarquistes espanyols en suport de l'atemptat:
| « | Oliva, encara que no tingui una educació socialista profunda, no deixa de ser un revolucionari de cor i d'instint, i nosaltres acceptem la solidaritat moral que ens correspon en la seva temptativa. El regicidi no és certament l'objectiu de la nostra associació; ni tan sols és un dels mitjans que hem escollit… Guerra a les institucions… i en la mesura del possible pau als homes, tal ha estat durant molt temps la nostra divisa. Però, després de les grans desgràcies i els immensos sacrificis que aquesta generosa tàctica ens ha costat i ens segueix costant cada dia, seria per la nostra banda una ingenuïtat no reconèixer que hi ha homes que són un veritable obstacle per a la transformació de les institucions, i que aquestes no podran ser canviades promptament sense fer desaparèixer tals obstacles. […] Alfons XII és a més… la clau de volta d'aquest ordre burgès. Com no té successor legítim, la seva mort significaria necessàriament la revolució a Espanya. Ara bé, s'ha dit amb raó que se sap com comencen les revolucions, però no com acaben. […] La policia d'aquest país… revela en tots els seus actes la més odiosa arbitrarietat. Com és probable que els internacionalistes vagin a sofrir-la, no crec equivocar-me en presagiar que retornaran cop per cop i seguiran el camí que tan bé han mostrat els seus germans de Rússia. | » |

A l'any següent, el 30 de desembre de 1879, un pastisser d'origen gallec també va atemptar contra el rei sense èxit.